# Who, What, Wear
Who What Wear es una revista de moda en línea dirigida a lectores de entre 18 a 34 años de edad. La página web publica contenido diariamente sobre tendencias actuales en moda de pasarela y de celebridades.

## Historia y perfil
Who What Wear se creó en 2006 por sus co-fundadoras Hillary Kerr y Katherine Power. Kerr trabaja como la directora editorial del sitio, mientras que Power es la directora creativa. El sitio web empezó como un blog sencillo, con publicaciones diarias sobre las últimas noticias en moda. Hoy, Who What Wear es una multi-marca que incluye un sitio web, un boletín informativo, y pódcast. Es parte de Clique Media y está basado en Los Ángeles.
Kerr y Power también han escrito dos libros—Who, What, Wear: Celebrity and Runway Style for Real Life publicado en 2009, y Who, What to Wear, Where publicado en 2011. El sitio web tiene dos sitios spin-off: Byrdie, un sitio web dedicado a las últimas tendencias en belleza; y Domaine, un webzine en línea sobre decoración del hogar. Actualmente, el sitio web de Who What Wear  es visitado por casi 300,000 visitantes cada mes.